# Faqirwali
Faqirwali ou Faqir Wali (en ourdou : فقِيروالى) est une ville pakistanaise située dans le district de Bahawalnagar, dans la province du Pendjab. C'est la sixième plus grande ville du district. Elle est située entre les villes de Haroonabad et Fort Abbas, et sur la ligne de chemin de fer partant de Bahawalnagar et se terminant à Fort Abbas.
La population de la ville a été multipliée par plus de trois entre 1981 et 2017 selon les recensements officiels, passant de 10 444 habitants à 35 051. Entre 1998 et 2017, la croissance annuelle moyenne s'affiche à 2,6 %, légèrement supérieure à la moyenne nationale de 2,4 %. Selon le recensement de 2023, la population de la ville monte à 61 586 habitants.
|            | 1981 (rec.) | 1998 (rec.) | 2017 (rec.) | 2023 (rec.) |
| ---------- | ----------- | ----------- | ----------- | ----------- |
| Population | 10 444      | 21 546      | 35 051      | 61 586      |